# Jan Verhas
Jan Verhas o Jan Frans Verhas (9 de enero de 1834 - 31 de octubre de 1896) fue un pintor belga de la escuela realista. Fue conocido por sus retratos y cuadros de género que a menudo representaban a los hijos de la burguesía belga. Jan Verhas también pintó cuadros de historia, paisajes costeros, escenas de playa, paisajes marinos y algún que otro bodegón de flores. Fue un importante representante del movimiento realista en Bélgica.

## Vida
Jan Verhas nació en Dendermonde como hijo de Emmanuel Verhas. Su padre era un pintor que durante veinte años fue profesor de la Academia local y también ejerció de director de la misma. Jan recibió su formación artística inicial de su padre, al igual que su hermano mayor Frans). Al igual que Jan, su hermano Frans se convirtió en un artista de éxito.

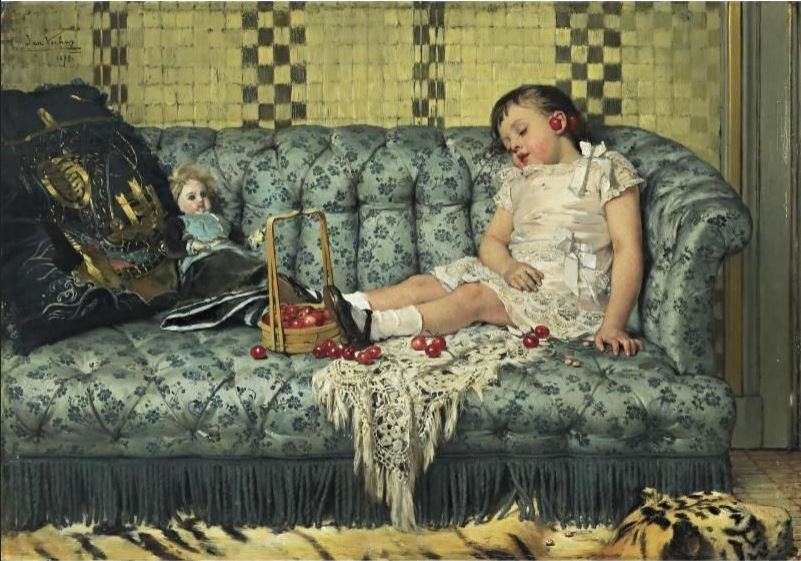
La siesta

Verhas estudió inicialmente en la Academia de Bellas Artes de su ciudad natal, Dendermonde, y a partir de 1853 en la Real Academia de Bellas Artes de Amberes. Entre sus profesores en la Academia de Amberes se encontraban Nicaise de Keyser y Jan Antoon Verschaeren. Nicaise de Keyser era una pintora de cuadros de historia y retratos, principalmente, y una de las figuras clave de la escuela de pintura romántico-histórica belga. Entre los compañeros de Verhas en la Academia estaban el pintor holandés Lawrence Alma-Tadema y Karel Ooms. Verhas entabló con ellos una amistad de por vida.
Verhas terminó sus estudios en 1860. Tras pasar unos meses en París, participó ese mismo año en el Prix de Roma belga. Obtuvo el segundo premio del concurso. Esto significaba que no ganaba el gran estipendio que acompañaba al primer premio. Aun así, el gobierno belga le concedió una subvención especial de 1.200 francos y le encargó una composición que representaba la batalla de Kallo.

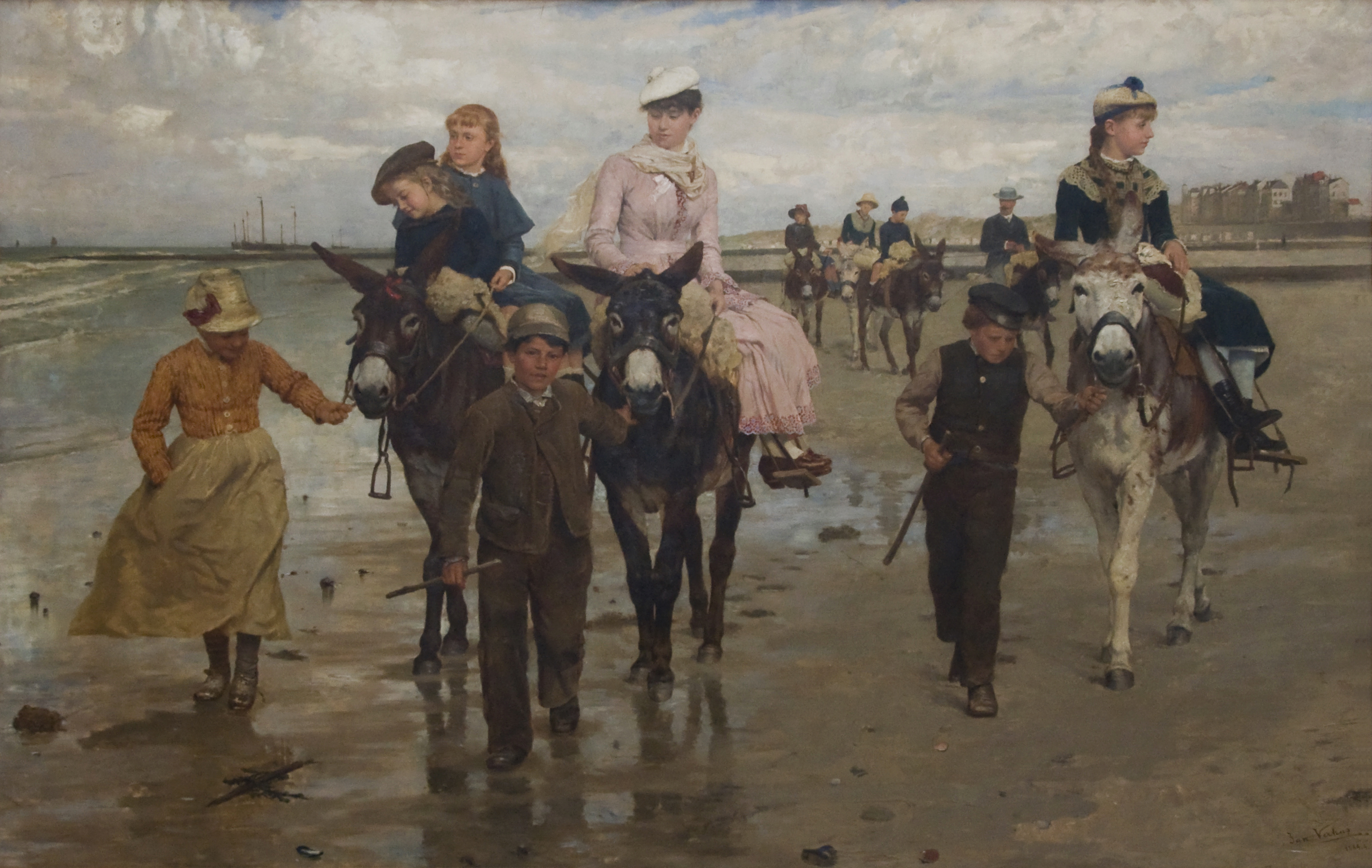
Paseo en burro por la playa

En 1862 viajó a Italia, vía París y Lyon, donde hizo escala en Turín, Milán y Venecia. Permaneció en Venecia entre dos y tres meses, estudiando y copiando a los maestros. La falta de fondos le obligó a abandonar Italia. Volvió a través de París, donde trabajaba su hermano Frans. Jan ayudó a su hermano en la ejecución de varios proyectos decorativos. Después residió en Amberes. Aquí se ganó la vida como retratista y terminó la composición de la Batalla de Kallo en 1863.

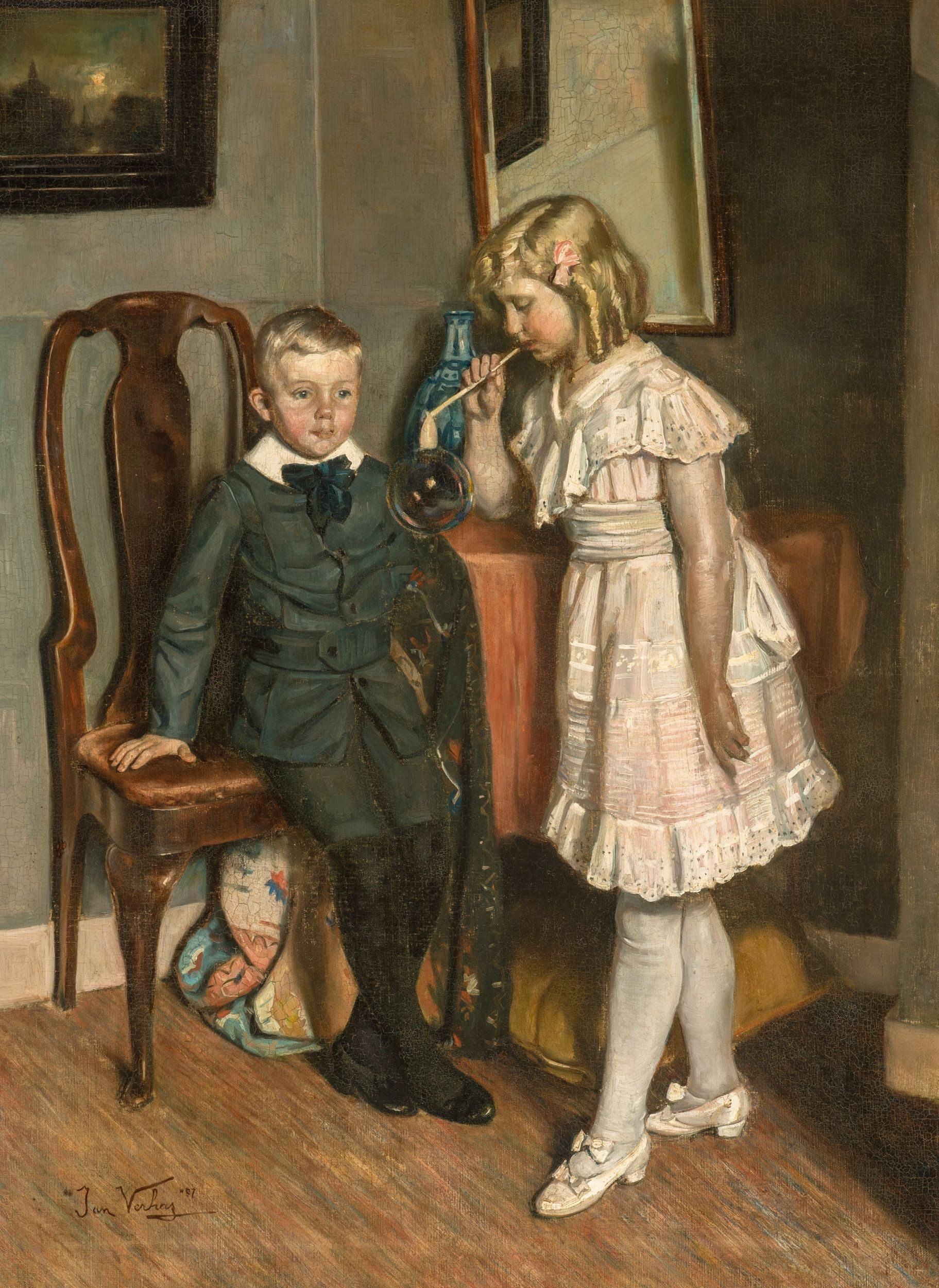
Niños haciendo burbujas

De 1864 a 1867, el artista vivió en Binche, ya que se había enamorado y casado con una mujer de esa ciudad. Su esposa era tía de Louise Ponselet-Saintenoy. Una hija nacida de su matrimonio se casó más tarde con el pintor y jurista Gisbert Combaz.
Verhas se instaló en Bruselas en 1867. A partir de entonces, abandonó en gran medida la pintura de historia para dedicarse a la representación de escenas de la vida contemporánea. Lawrence Alma-Tadema, que entonces vivía en Bruselas, le animó a hacerlo. A partir de ese momento, su carrera despega, ya que recibe numerosos encargos, tanto oficiales como privados, entre ellos retratos de niños y escenas de género con niños. A partir de 1882, Verhas abandonó sus escenas de interiores burgueses con niños. Comenzó a pasar tiempo en Heist-aan-Zee, en la costa belga, donde exploró nuevos temas y la práctica de la pintura al aire libre. El artista se dedicó a la representación de escenas animadas que presenciaba en la zona costera: niños jugando en la playa, elegantes damas dando paseos en burro, procesiones locales, así como retratos de personajes locales. 
Verhas realizó varios viajes, incluso a Berlín, donde conoció a Adolph Menzel, y a Múnich y Londres, donde se reunió con su viejo amigo Lawrence Alma-Tadema. Pintó un cuadro de la opulenta residencia de Alma-Tadema en Londres.
Verhas contribuyó regularmente con obras a los diversos Salones de su tiempo. Ganó una medalla de segunda clase en el Salón de París de 1881 y medallas de oro en la exposición de Berlín de 1883 y la Exposición Universal de 1889.

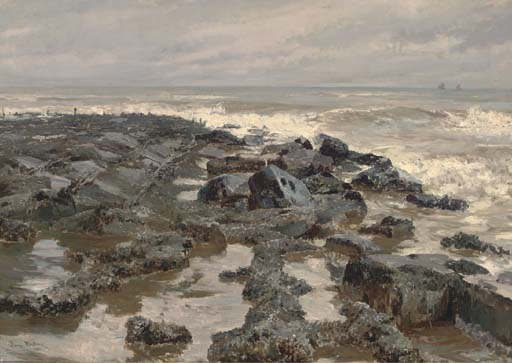
Después de la tormenta

Verhas recibió varias distinciones oficiales. El gobierno belga lo nombró Oficial de la Orden de Leopoldo y el gobierno francés lo nombró Chevalier (Caballero) en la Legión de Honor en 1881.
Jan Verhas murió en Schaerbeek en 1896.

## Obra
Verhas era conocido por sus cuadros de género, a menudo con niños de la burguesía belga. Pintó retratos de personas del mundo político y artístico. Jan Verhas comenzó su carrera como pintor de historia en el estilo romántico belga. En su última etapa creó paisajes costeros, escenas de playa y algún que otro bodegón de flores. También fue un pintor de frescos que realizó varios frescos históricos en el ayuntamiento de su ciudad natal, Dendermonde.
Sus primeros trabajos trataron temas de historia y fueron ejecutados en el estilo romántico que entonces estaba de moda en los círculos académicos belgas. Su obra más importante de este período es la Batalla de Kallo de 1863 (Ayuntamiento de Kallo), en la que representa una escaramuza de caballería en un torbellino de figuras.

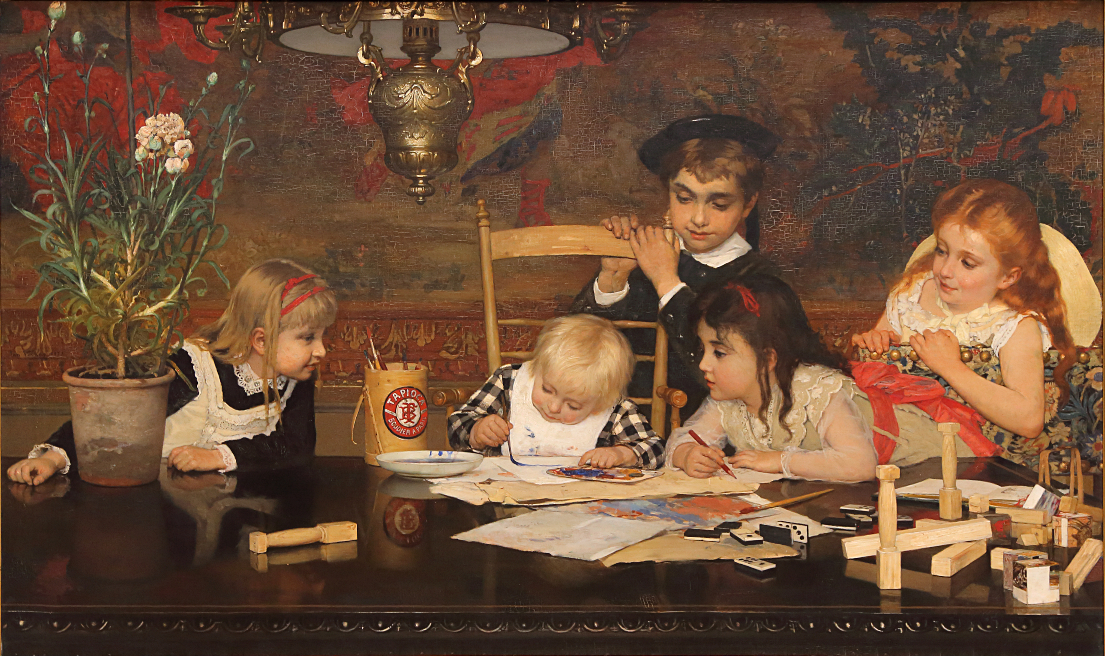
El maestro pintor

Después de trasladarse a Bruselas, desarrolló gradualmente su propio enfoque realista para representar escenas de la vida cotidiana con un toque humorístico. Su tema favorito eran los niños que realizaban alguna actividad o travesura inocente. Los escenarios de estas escenas eran típicamente interiores de residencias burguesas, bibliotecas principescas y grandes terrazas con ricas decoraciones y opulentos muebles y accesorios. Estas obras muestran una cierta deuda con Alma-Tadema en las líneas de la composición. Su obra maestra en este género fue El maestro pintor (Museo de Bellas Artes de Gante), que aportó al Salón de Gante de 1877. Esta composición muestra a cinco niños de diferentes edades en una opulenta habitación, reunidos a un lado de una mesa negra y brillante sobre la que se encuentran varios juguetes. El más pequeño de los niños, un niño con babero, aparece en el centro concentrado en dar su primera pincelada mientras su hermano y sus hermanas le observan con miradas alentadoras y entrañables. El aspecto relajado y natural de los niños da a la escena la sensación de una instantánea casual. La cálida paleta de colores, el fondo decorativo y el lujoso mobiliario y la delicada ropa de los niños acentúan el ambiente burgués. Toda la composición está ejecutada con un estilo naturalista, casi fotorrealista, prestando atención a la representación precisa de los distintos materiales.

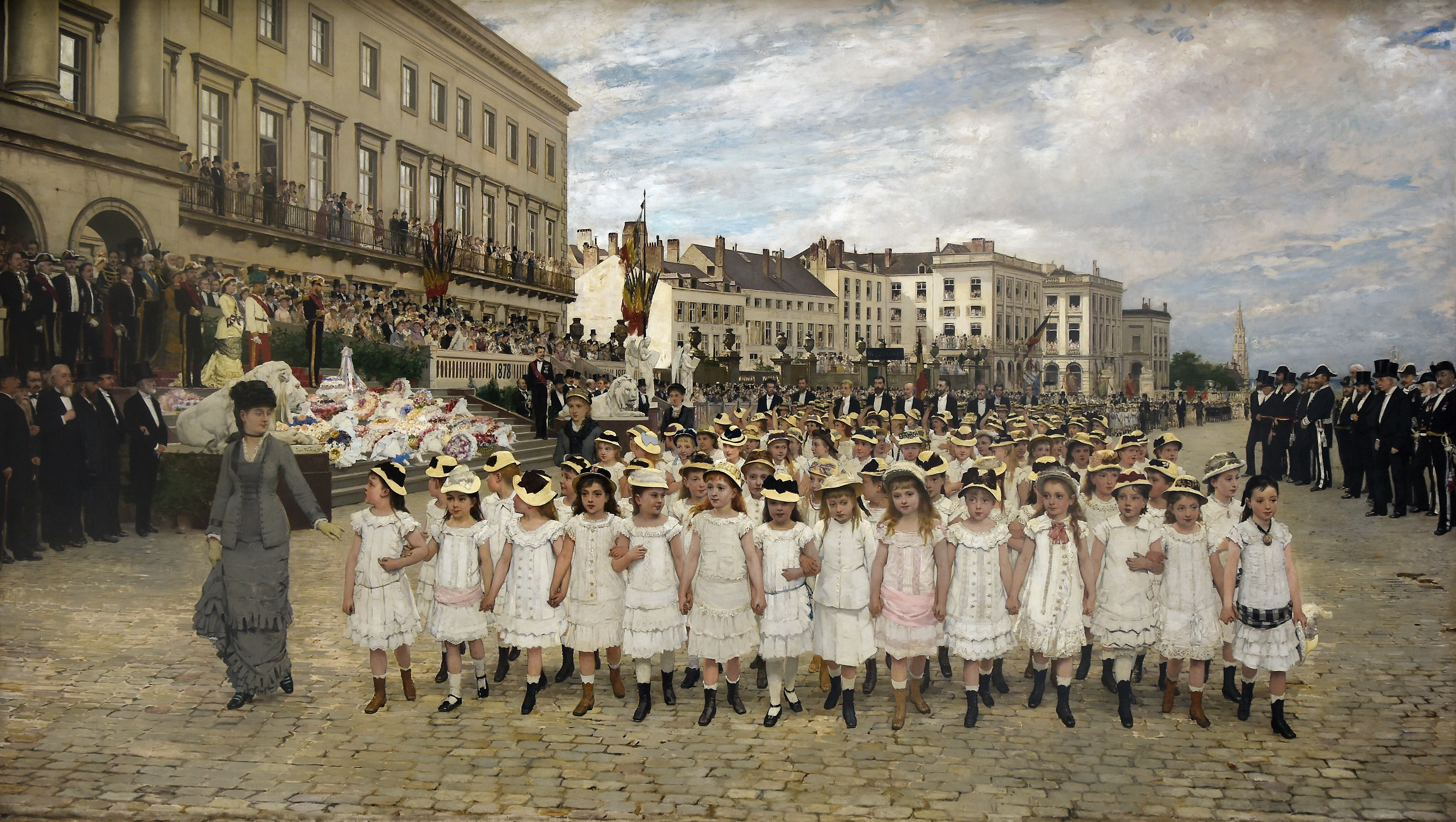
El desfile de las escuelas de 1878 en presencia del rey Leopoldo II

Una de las obras más conocidas de Verhas es El desfile de las escuelas de 1878 en presencia del rey Leopoldo II. Este enorme lienzo representa el desfile de 23.000 alumnos de todos los barrios de la recién modernizada Bruselas y de otras partes de Bélgica que se celebró el 23 de agosto de 1878 para festejar las bodas de plata del rey Leopoldo II y la reina María Enriqueta. Leopoldo II promovió mucho este tipo de eventos en Bélgica, ya que reforzaban su visión de un país unido. Verhas captó en esta obra con fidelidad fotográfica el espectáculo magníficamente orquestado del desfile. Las colegialas desfilan en estrictas filas en el primer plano de la composición. Sus vestidos blancos uniformes y sus sombreros amarillo dorado dan a las niñas una sensación de unidad, mientras que sus rostros son claramente retratos individuales. De hecho, se conoce la identidad de muchas de las niñas, ya que entre ellas se encuentran las hijas de personalidades destacadas. En un podio situado a la izquierda del cuadro se retrata a la pareja real y a miembros de la élite belga. Este cuadro fue recibido en su época como un mensaje tranquilizador sobre la futura prosperidad y unidad de la nación belga. El cuadro reunía temas como el espíritu familiar, el patriotismo, la continuidad, una modernidad familiar y alentadora, y personalidades reconocibles. A pesar de la modernidad del cuadro, alcanzó el estatus de icono burgués. El lienzo se convirtió en la Bélgica de la década de 1880 en un ejemplo de gusto académico y patriotismo. Su popularidad aumentó gracias a la venta de reproducciones fotomecánicas. Como resultado, Verhas se convirtió en uno de los pintores más célebres de Bélgica, así como en un hombre rico. En la evolución artística de Verhas, El desfile de las escuelas de 1878 en presencia del rey Leopoldo II significó un paso hacia una paleta más clara.
En el último periodo de su actividad artística, Verhas se inspiró en sus experiencias durante sus largas estancias en la costa belga. Aquí no sólo observó a los turistas, sino también a la gente y las costumbres locales. Trabajando ''en plein air'', creó animadas escenas bañadas por el sol, ambientadas en la playa o cerca de ella. Una obra representativa de este periodo es el Paseo en burro por la playa, que muestra a una familia burguesa montando en burro por la playa. Todos los miembros de la familia van vestidos con ropas finas, mientras que los burros son conducidos por niños locales vestidos de civil.